# خافيير بارتولو
خافيير بارتولو (بالإسبانية: Xavier Bartolo) هو لاعب كرة قدم ومدرب كرة قدم إسباني في مركز الهجوم، ولد في 7 أكتوبر 1968 في Bellvís ‏ في إسبانيا.